# Schulstraße (Straßentyp)
Als Schulstraße wird eine temporäre Sperrung einer Straße für den motorisierten Individualverkehr zu den Bring- und Abholzeiten im Bereich von Schulen bezeichnet. Neben einer Beschilderung, die auf das Verbot hinweist, wird in der Regel zusätzlich die Straße durch einen Sicherungsposten mit einer Absperrschranke gesperrt.

## Geschichte

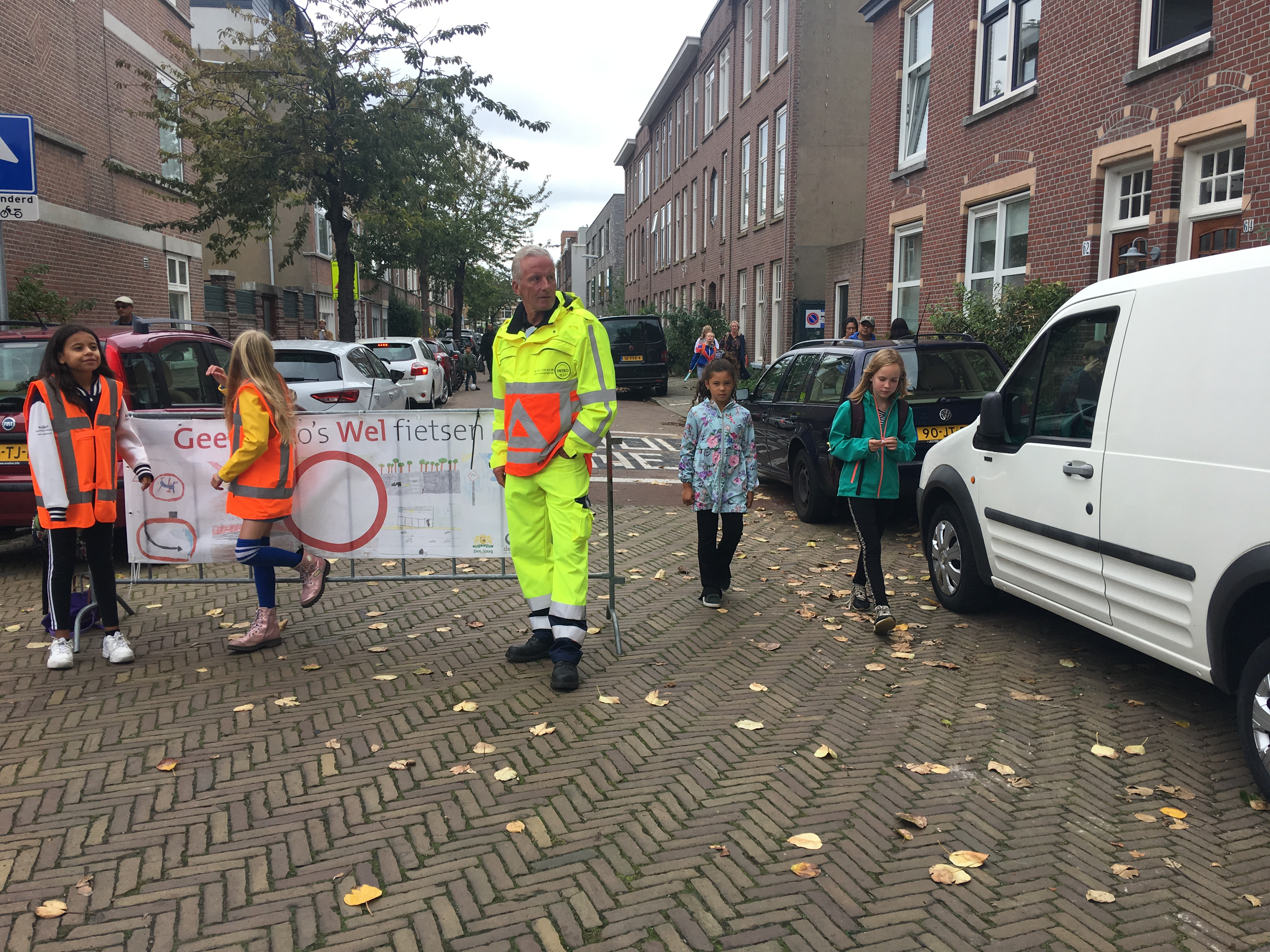
Schulstraße ('schoolstraat') in den Niederlanden

Die Planung und Einrichtung von Schulstraßen begann in den 1980er Jahren in Europa. Im Jahre 1989 wurde im italienischen Bozen die erste Schulstraße eingerichtet. Aufgrund zahlreicher Beschwerden wurde dort das Durchfahrtsverbot auf nur wenige Benutzergruppen reduziert. Inzwischen sind dort nun die Schulstraßen etabliert und es wurden weitere Sperrungen veranlasst. 
In Belgien wurde 2012 die erste Schulstraße in Gent eingerichtet und die Anzahl ist bis zum Jahre 2020 auf 12 gestiegen. Mittlerweile wurde der Straßentyp dort explizit in die Straßenverkehrsordnung aufgenommen und entsprechende Verkehrszeichen eingeführt. So wurden auch außerhalb Gents viele Schulstraßen eingerichtet. In Folge der Corona-Pandemie haben sich das Mobilitätsverhalten und die Sicherheitsanforderungen verändert. So wurden in Folge beispielsweise in Gent sieben weitere Schulstraßen eingerichtet. Insgesamt gibt es in Belgien derzeit mehr als 170 Schulstraßen.

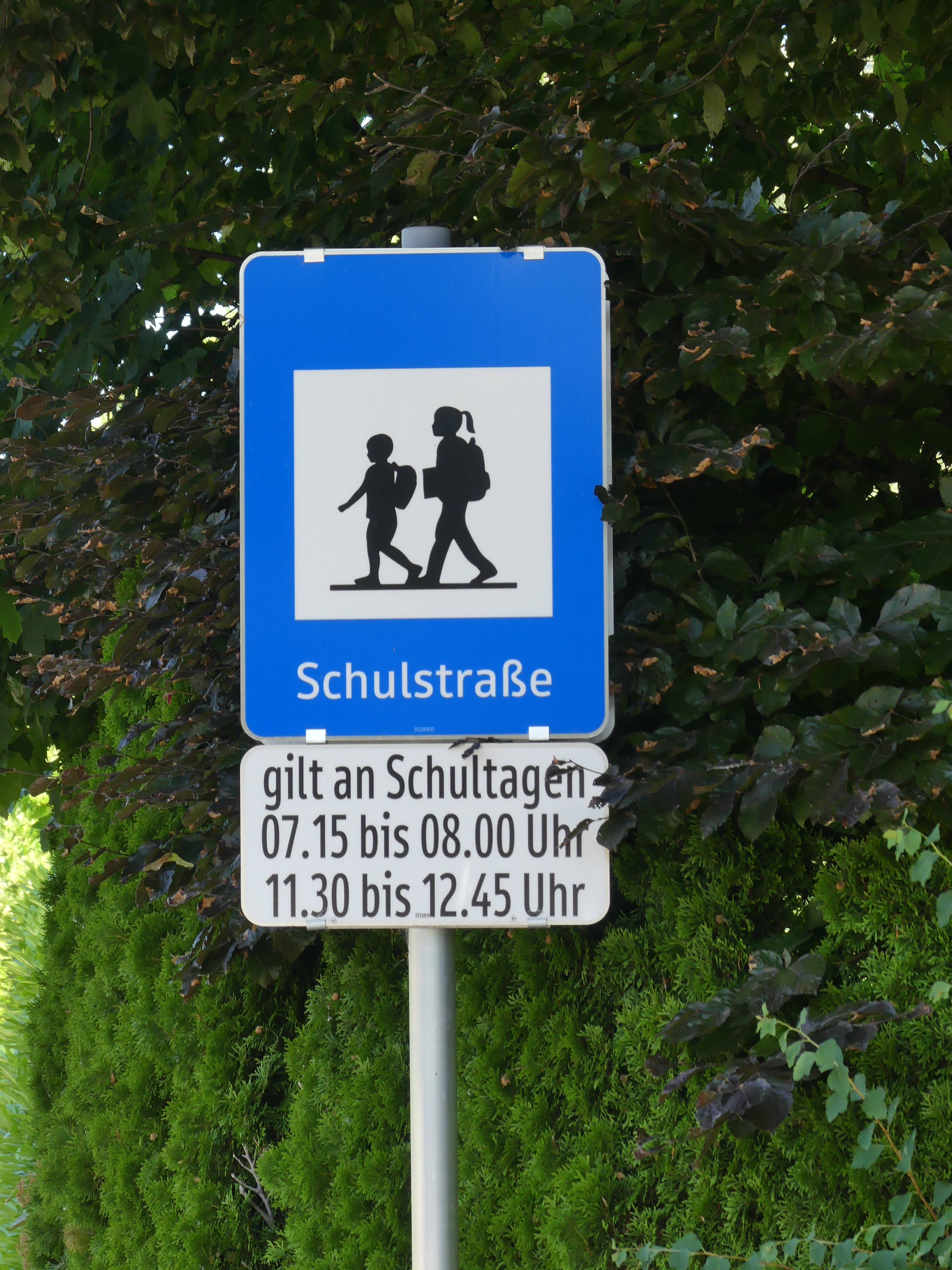
Verkehrsschild in Österreich

In Großbritannien wurde 2015 die erste Schulstraße in Schottland eingerichtet und es folgten 2017 weitere in England. Allein in London gab es 2022 mehr als 500 Schulstraßen. Der Londoner Bürgermeister Sadiq Khan kündigte an, das Konzept künftig ausweiten zu wollen.
Im Rahmen des niederländischen Projekts Childstreet wurde über Sicherungsmaßnahmen im Umfeld von Schulen geforscht. Im Zuge dessen wurde 2019 in Den Haag eine Schulstraße eingerichtet. Seit 2020 werden Schulstraße in den Niederlanden als Standardlösung vor Grundschulen zum Schulstart empfohlen.
In Österreich wurden Schulstraßen zum 1. Oktober 2022 eingeführt, sie sind in § 76d StVO definiert. In Schulstraßen ist der Fahrzeugverkehr verboten; ausgenommen sind Fahrräder sowie die Zu- und Abfahrt bestimmter Fahrzeuge, wie Anrainer, Müllabfuhr, öffentliche Verkehrsmittel und Schülertransporte mit Schrittgeschwindigkeit. Sperren dürfen aufgestellt werden, sofern sie den zulässigen Fahrzeugverkehr nicht an der Fahrt hindern.
In Deutschland ist das Konzept bisher nicht explizit in der StVO verankert. Allerdings führten 2022 mehrere Städte testweise Schulstraßen ein, die rechtliche Grundlage für die Einrichtung war bisher in der Regel ein Verkehrsversuch. Im selben Jahr kam ein Gutachten im Auftrag des Aktionsbündnisses Kidical Mass, des Deutschen Kinderhilfswerks und des Verkehrsclubs Deutschland zu dem Ergebnis, dass die Einrichtung von Schulstraßen bereits bei der geltenden Rechtslage möglich sei. Im Januar 2024 erließ das Verkehrsministerium Nordrhein-Westfalens eine Empfehlung für Kommunen, wie die rechtssichere Einrichtung von Schulstraßen bei Beachtung geltender Normen des Straßen- und Straßenverkehrsrechts möglich sei. Einige andere Bundesländer teilen die Rechtsauffassung des NRW-Verkehrsministeriums nicht, andere arbeiten ebenfalls an Handreichungen für Kommunen.
Eine in Deutschland gängigere Alternative, um den Autoverkehr direkt vor Schulen zu reduzieren, sind Kiss & Go-Zonen, oft auch unter dem Begriff Elternhaltestelle. Dort können Eltern ihre Kinder mit dem Auto abliefern, ohne den Verkehr zu behindern.
| Stadt     | Zahl der Schulstraßen/-zonen |
| --------- | ---------------------------- |
| Barcelona | mind. 200                    |
| Paris     | mind. 220                    |
| London    | mind. 500                    |
| Köln      | 2                            |
| Bonn      | 4                            |
| Berlin    | 2                            |
| Essen     | 1                            |
| Dresden   | 1                            |